# Amai Bouryoku
Amai Bouryoku (甘い暴力) é uma banda japonesa de rock da cena visual kei formada em 2016, consistindo nos membros Saki, Aya, Yoshi e Kei. O conceito da banda é "entregar rock doce e violento a princesas doentes", e o portal Real Sound destacou o grupo como um dos representantes do subgênero Menhera kei, por abordar uma temática de transtornos mentais de forma bem-humorada. O grupo é focado em apresentações ao vivo e vendia seus trabalhos apenas em seus shows até 2022, quando começaram a distribuí-los em serviços de streaming por assinatura. Em seus shows, eles interagem com o público de várias formas como por exemplo utilizando doces ou fazendo esquetes. Sua discografia consiste basicamente em EPs, até o momento lançaram 22 EPs e 2 singles.

## Carreira
Em um evento em 28 de outubro de 2016 chamado Visual Graffiti Vol.5 ~Halloween Night~, uma banda até então misteriosa tocou duas canções como ato de abertura e deixou como pista as palavras chave "Doce Violência", em japonês: Amai Bouryoku (甘い暴力). Em 23 de novembro, as bandas Kurohime no Muyuubyou e Hakujitsu No Yume fizeram uma apresentação em dupla em Shibuya. No dia 3 do mês seguinte elas realizaram mais um show em dupla, dessa vez em Osaka, e nele anunciaram que estavam se desfazendo e se tornando uma banda só, chamada Amai Bouryoku. A banda lançou seu primeiro single no dia 18, intitulado "Dekiai Shit".
Em 2019 fizeram uma turnê conjunta com a banda Poidol, com várias bandas convidadas, entre elas a -Shintenchi Kaibyaku Shudan- Zigzag. Em 2021 embarcaram em uma turnê conjunta desta vez com a banda Xaa-Xaa. No início de 2022 lançaram seu 17° EP, intitulado Gekitsū. Em agosto participaram do festival sediado por Arlequin Sonosekai 2022, ao lado de sete artistas, entre eles D'erlanger, Hazuki e Plastic Tree. Após lançarem seus trabalhos em serviços de streaming por assinatura em setembro de 2022, embarcaram em uma turnê solo em outubro, intitulada Mushūsei, com 15 datas.
Em setembro de 2023 participaram de um evento em Nagoya, intitulado A Live 2023, junto com as bandas Royz, Kizu, Razor e BugLug. No mês anterior, eles haviam tocado no festival da banda Dezert, Dezert Party em Tóquio. No final do ano participaram de um evento de aniversário da Arlequin.
No início de 2024, eles regravaram a canção de seu primeiro single e a relançaram no EP "Sweet pain rock'n'roll". Em 8 de junho eles tocaram no evento da banda Vistlip Party on e no dia 23 se apresentaram com o Mucc no evento Love Together. Em 6 de julho, tocaram no evento New Future sediado por V[Neu].

## Membros
- Saki (咲) – vocais
- Aya (文) – guitarra
- Yoshi (義) – guitarra
- Kei (啓) – bateria

## Discografia
EPs
- Kimi, Izon, Tattoo (君、依存、タトゥー)
- Namae ga nai (名前が無い)
- Shiawaseda yo. Koroshitai. (幸せだよ。殺したい。)
- Seiso-kei Fujun Ego (清楚系不純エゴ)
- Bitch wa ne, Bitch Janai yo (ビッチはね、ビッチじゃないよ)
- Yueni, DO S, DO M. (故に、ドエス、ドエム。)
- Daijiyobanai (だいじょばない)
- Kekkyoku Nani ga Iitai no? (結局何が言いたいの？)
- Jibun o Korosu, Toiu Koto (自分を殺す、ということ)
- Hajimemashite. (ハジメマシテ。)
- Kamisama ni Itteyaro (神様に言ってやろ)
- Dokuiriki ken, Kiitara Shinude (どくいりきけん、聴いたら死ぬで)
- Kimi ga Shiawasede ite Kureru Koto ga, Watashi no Shiawase ni Tsunagaru Wake Janai. (君が幸せでいてくれることが、私の幸せに繋がるわけじゃない。)
- Ai no Jigoku (愛の地獄)
- Shinikata o Oshiete (死に方を教えて)
- Joushi (情死)
- Akugi (惡戯)
- Gekitsū (激痛)
- Mushusei (無修正)
- Omocha ni Shite (玩具にして)
- Ki to Airaku (喜と哀楽, somente digital)
- Sweet pain rock'n'roll (スウィート・ペイン・ロックンロール)
- Chou (蝶王)
- Daten (堕天)

Singles
- "Dekiai Shit" (溺愛シット)
- "Nana-nen-me no shōtai" (七年目の招待)